# Sarra Zaafrani
Sarra Zaafrani (arabe : سارة الزعفراني), de son nom complet Sarra Zaafrani Zanzri (سارة الزعفراني زنزري), née en 1963 à Tunis, est une ingénieure, haute fonctionnaire et femme d'État tunisienne.
Ministre de l'Équipement et de l'Habitat à partir d'octobre 2021, elle est nommée chef du gouvernement tunisien le 21 mars 2025.

## Biographie

### Formation
Sarra Zaafrani est née en 1963 à Tunis. Spécialisée en génie civil et diplômée de l'École nationale d'ingénieurs de Tunis, elle est aussi diplômée en génie géotechnique de l'université Gottfried-Wilhelm-Leibniz de Hanovre.
Elle fait aussi un passage à deux reprises à l'École nationale d'administration, avant d'enchaîner avec l'Institut de défense nationale.
Elle parle arabe, français, anglais et allemand.

### Parcours professionnel
Elle intègre en 1989 le ministère de l'Équipement, plus précisément la direction générale des ponts et chaussées, où elle occupe plusieurs postes et assure le suivi de la réalisation de plusieurs projets.
En 1992, elle est nommée chef de service des ouvrages spéciaux à la même direction.
De 2014 à 2021, Sarra Zaafrani assure la fonction de directrice générale de l’unité de gestion par objectifs pour le suivi de la réalisation des projets d'autoroutes et la libération d'emprise des projets des voiries structurantes des villes.
Ministre de l'Équipement et de l'Habitat à partir d'octobre 2021, elle est nommée chef du gouvernement tunisien le 21 mars 2025 en raison de la crise économique et migratoire en Tunisie.
Elle est la deuxième femme à diriger le gouvernement tunisien après Najla Bouden.